# Schmandkuchen

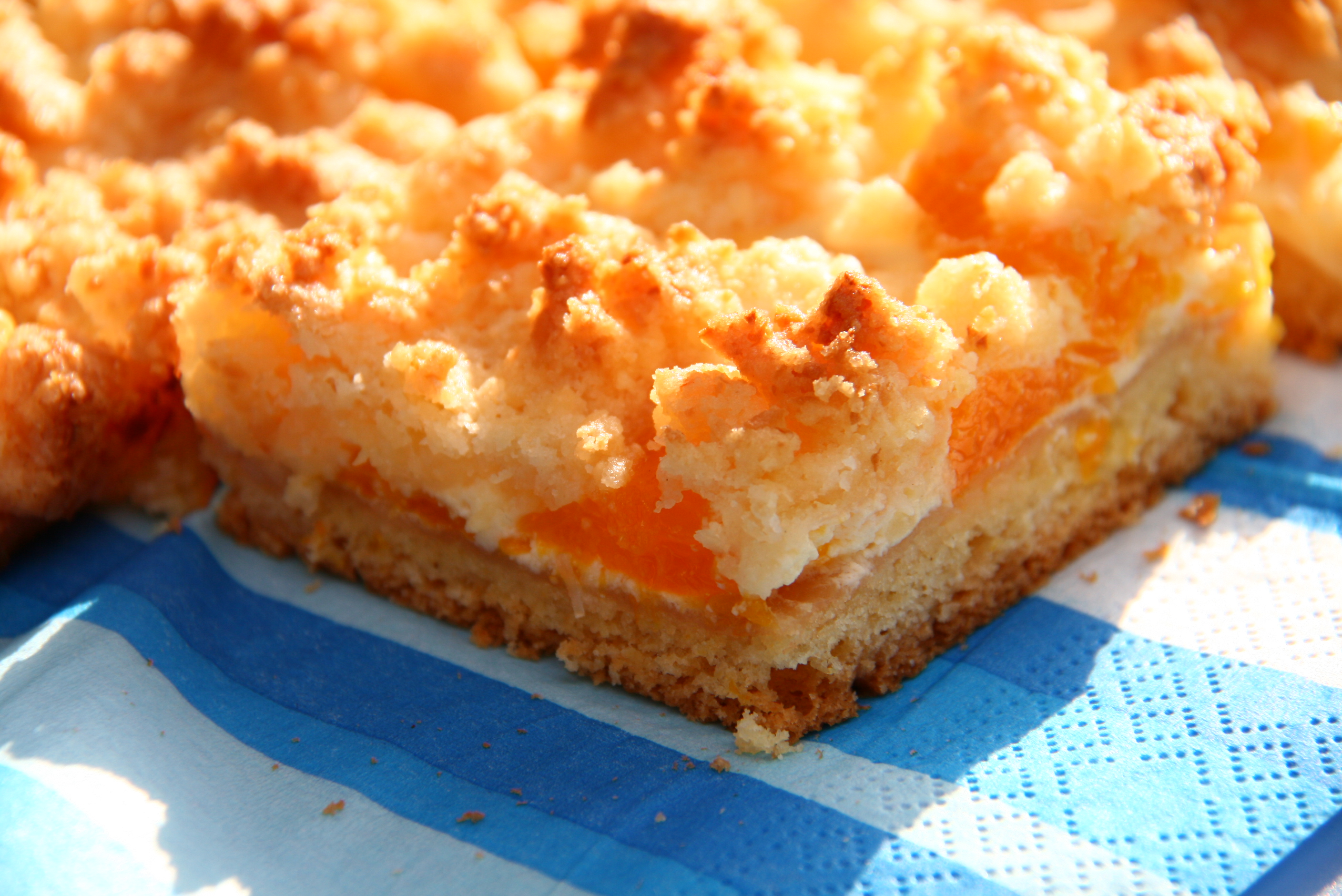
Mandarinenschmandkuchen mit Kokosstreuseln

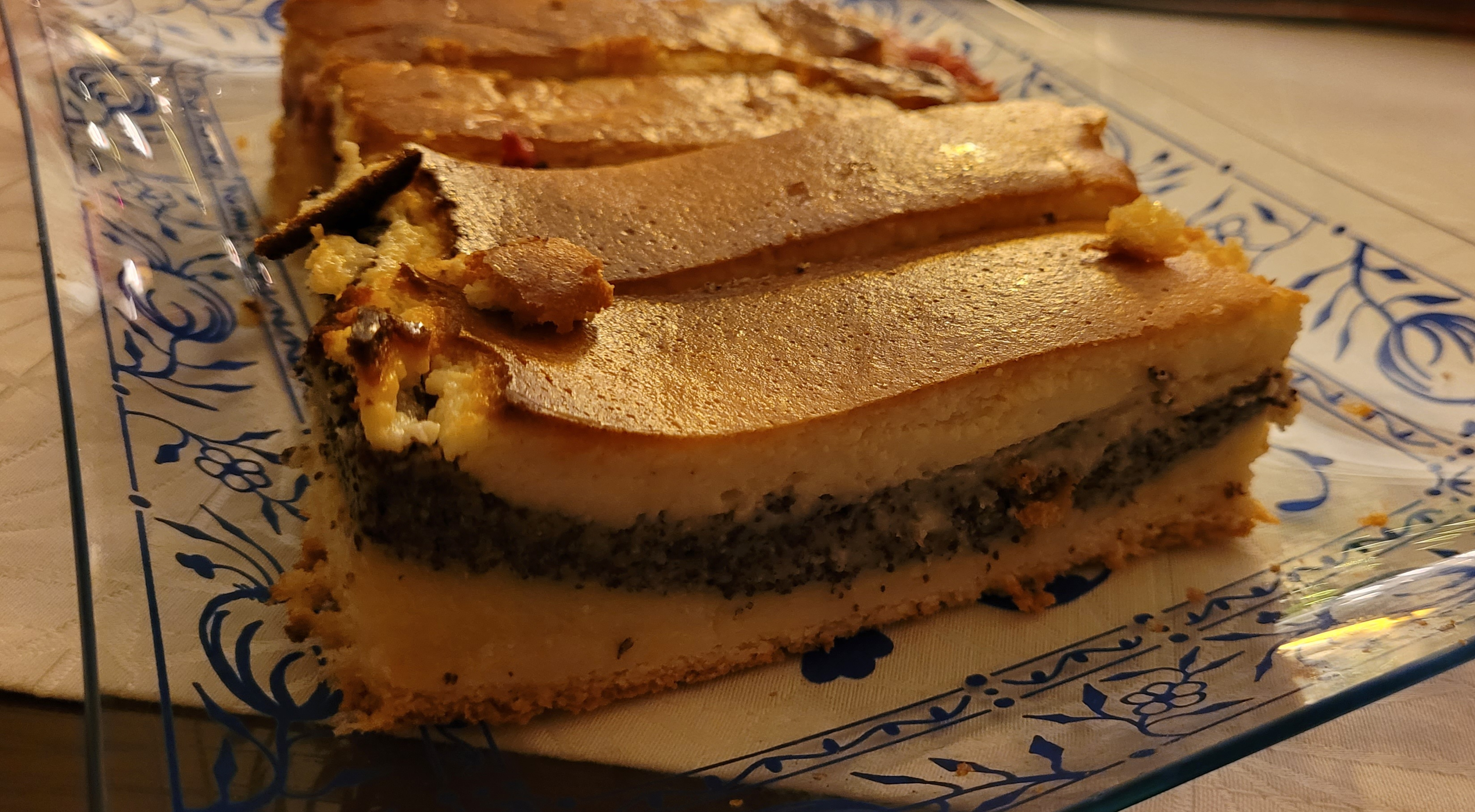
Schmandkuchen mit Mohn

Der Schmandkuchen (auch Brei- oder Schmierkuchen genannt) ist in zahlreichen Regionen Deutschlands, so beispielsweise Westfalen, Thüringen, Sachsen, Hessen, der Pfalz und Südniedersachsen bekannt. Gemeinsam ist den Rezepten der Boden aus Hefeteig, darüber eine breiige Schicht (daher der Name „Schmierkuchen“) mit Schmand, Quark oder vergleichbaren Milchprodukten (Pudding oder Brei). Diese kann in der süßen Variante mit Fruchtstücken, in der herzhaften beispielsweise mit zerstampften Kartoffeln angerührt sein. Darüber folgt (als Garnierung) eine Schicht aus Zucker, Zimt, Kokosraspeln oder ähnlichem; in der herzhaften Variante finden sich hier vor allem Speck, Zwiebeln und vereinzelt Kümmel. Auch Mohn ist sehr verbreitet.

## Trivia
- Das jährliche Stadtfest der Stadt Dingelstädt führt auch den Namen „Breikuchenfest“.
- Beim Brotbacken in Backhäusern in Oberhessen war es vielerorts üblich, die „erste Hitze“ des Ofens (bei der das Brot anbrennen könnte) für eine Lage Schmandkuchen zu nutzen, die dann im Rahmen der Gemeinschaft beim Backen verzehrt wurde.